# Beata Maria Virgo
Beata Maria Virgo (deutsch für selige Jungfrau Maria) ist ein Marientitel. Er geht auf den Lobgesang Mariens im Magnificat (Lukas 1,48 ) zurück: beatam me dicent omnes generationes „von nun an preisen mich selig alle Geschlechter“.  

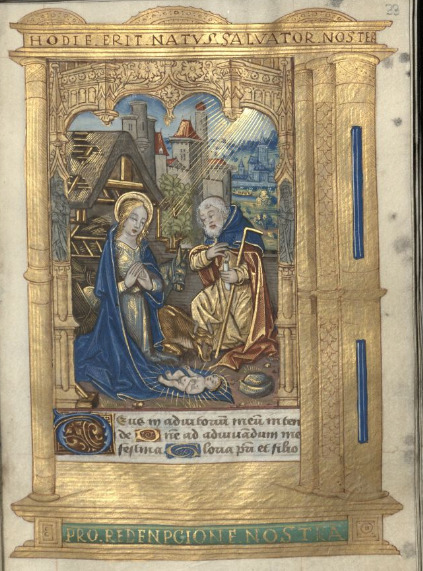
Seite zum Heiligen Abend aus dem marianischen Stundenbuch Horae Beatae Mariae Virginis, 15. Jahrhundert mit der Überschrift „Heute wird Christus geboren, unser Erlöser“

Der Genitiv Beatae Mariae Virginis (Kürzel B.M.V. oder BMV) erscheint häufig bei der lateinischen Benennung von Festen – etwa in festo annuntiationis B.M.V., Exspectatio Partus Beatae Mariae Virginis, Praesentatio Beatae Mariae Virginis und Festum Beatae Mariae Virginis a Rosario – oder im Patrozinium von Kirchen; dabei ist jeweils zu ergänzen ecclesia... „Kirche (der heiligen Jungfrau Maria)“.
Beispiele: 
- Annuntiationis Beatae Mariae Virginis in Via Ardeatina,
- Beatae Mariae Virginis Perdolentis ad forum Bonaerense,
- Beatae Mariae Virginis de Monte Carmelo in Mostacciano,
- Hauptkirche Beatae Mariae Virginis in Wolfenbüttel,
- Dom & Propsteikirche Beatae Mariae Virginis in Erfurt,
- Beatae Mariae Virginis (Ehringsdorf),
- Beatae Mariae Virginis in Monte,
- Beatae Mariae Virginis in Valle,
- Beatae Mariae Virginis (Großlellenfeld),
- Beatae Mariae Virginis (Schönstedt)

Ordensgemeinschaften
Beispiele: 
- Abbatia territorialis Beatae Mariae Virginis de Maris Stella et de Augia Majore,
- das Kloster Žďár,
- das Institutum Beatae Mariae Virginis,
- die Congregatio Beatae Mariae Virginis,
- der Maronitische Orden der seligen Jungfrau Maria,

die Congregatio Fratrum Carmelitarum Beatae Mariae Virginis Immaculatae
- und die Brüder von Maastricht.

...oder karitativen Einrichtungen der römisch-katholischen Kirche. So sind im Matrikel des Bistums Regensburg mehr als 300 Kirchen und Kapellen unter dem Patrozinium der seligen Jungfrau Maria aufgeführt.